# 立川莉奈
立川 莉奈（たつかわ　りな、1996年7月14日 - ）は、愛媛県四国中央市出身の、日本人の柔道選手である。階級は48kg級。身長158cm。血液型はO型。組み手は右組み。得意技は内股。弟は73kg級の立川新、妹は63㎏級の立川桃。

## 経歴
柔道は5歳の時に宇摩柔道会(川之江柔道会)で始めた。上分小学校5年の時に全国小学生学年別柔道大会40kg級で優勝を飾った。6年の時には45kg超級に出場するも予選リーグで敗れた。
福岡県の敬愛中学へ進むと、3年の時には全国中学校柔道大会の57kg級決勝で帝京中学3年の西尾直子に敗れて2位だった。
2012年には敬愛高校へ進んだ。1年先輩には芳田司がいた。1年の時には全日本カデで3位になった。2年の時には全日本カデの決勝で帝京高校2年の西尾に敗れるも世界カデの代表に選出された。世界カデではドイツの選手に指導1で敗れて3位にとどまった。1つ年下の弟である新田高校1年の立川新も73kg級に出場していたが2回戦で敗れた。続く高校選手権では5位だった。
2015年には2000年シドニーオリンピック57kg級銅メダリストの日下部基栄が女子柔道部の監督を務める福岡大学へ進学すると、1年の時には全日本ジュニアの初戦で敗れた。その後、階級を52kg級に変更するが、学生体重別では2回戦で敗れた。2年の時には全日本ジュニアの決勝で大成高校3年の武田亮子を指導2で破って優勝を飾った。この時には東海大学1年の弟も73kg級で優勝しており、姉弟優勝を成し遂げることになった。学生体重別では決勝で山梨学院大学3年の米田愛理子に内股で敗れた。講道館杯では決勝で了徳寺学園職員の角田夏実と対戦すると、指導2を取られながらも終盤に有効を取って逆転したかに思えたが、そのポイントをジュリーに取り消されて結果として2位にとどまり、今大会73kg級で優勝した弟との全日本ジュニアに続く姉弟優勝はならなかった。12月のグランドスラム・東京では準決勝で夙川学院高校1年の阿部詩に大外刈で敗れるも3位となった。弟も73kg級で3位になったので姉弟でのメダル獲得となった。ヨーロッパオープン・ソフィアでは決勝で筑波大学3年の内尾真子にGSに入ってから指導1を取られて2位だった。3年の時には4月の体重別準決勝で角田に腕挫十字固で敗れて3位だった。8月のユニバーシアードでは決勝でブラジルのエレウディス・バレンティムにGSに入ってから一本勝ちして優勝を飾った。この試合の直後に73kg級で弟の新も勝利したことにより、1967年大会の園田義男、園田勇兄弟、2007年大会の穴井隆将、穴井さやか兄妹に続いてユニバーシアードの柔道競技史上3組目の兄弟優勝となった。団体戦では決勝の韓国戦でリオデジャネイロオリンピック48kg級銀メダリストの鄭普涇をGSにおいて指導2で破るなどチームの優勝に貢献した。10月の学生体重別では初戦で山梨学院大学4年の益子楓彩奈に裏投げで敗れた。11月の講道館杯では決勝で阿部に技ありで敗れて2位だった。12月のグランドスラム・東京では決勝まで進んで阿部との対戦になったが、背負投で敗れて2位だった。弟は73kg級で優勝したので昨年に続いて姉弟でのメダル獲得となった。2018年3月のグランドスラム・エカテリンブルグでは準々決勝で世界選手権3位であるブラジルのエリカ・ミランダに裏投げで敗れるも、その後敗者復活戦を勝ち上がって3位になった。4年の時には4月の体重別は初戦で龍谷大学2年の武田亮子に反則負けを喫した。9月の学生体重別では決勝で武田をGSに入ってから大内刈の技ありで破って優勝した。この際に、「日本で勝たないと東京五輪も見えてこない。国内大会は全て優勝したい」とコメントした。11月の講道館杯では決勝で三井住友海上の前田千島にGSに入ってから技ありで敗れた。これにより、今大会3連覇を達成した弟とは対照的に、3年連続2位に終わった。
2019年からは福岡県警の所属となった。4月の体重別では準決勝で了徳寺学園職員の志々目愛に反則負けして3位だった。続くアジアパシフィック柔道選手権では準決勝でモンゴルのルハグバスレン・ソソルバラムに合技で敗れて3位だった。5月の全国警察柔道選手権大会では優勝を飾った。11月の講道館杯では決勝で自衛隊体育学校の内尾真子に反則負けして2位だった。2020年1月のヨーロッパオープン・オディヴェーラスでは決勝で内尾に反則勝ちするなどオール一本勝ちして優勝した。11月の講道館杯は48kg級で出場すると、2回戦で角田を14分近い戦いの末に技ありで破ると、決勝では了徳寺大学職員の馬場彩子に反則勝ちして初優勝を飾った。今大会は昨年まで52㎏級で4年連続2位にとどまっていたが、階級を変更してようやく優勝することができた。2021年4月の体重別では初戦で馬場に反則負けを喫した。11月のグランドスラム・バクーでは決勝でオーストリアのカタリナ・タンツェルを隅返で破って、IJFワールド柔道ツアー初優勝を飾った。2022年4月の体重別では準決勝で角田に腕挫十字固で敗れた。10月の講道館杯では決勝で世界カデチャンピオンである修徳高校3年の宮木果乃に反則勝ちして優勝した。12月のグランドスラム・東京では準決勝で角田に反則勝ちするも、決勝で宮木に技ありで敗れて2位だった。2023年2月のグランドスラム・パリでは準々決勝でセルビアのミリカ・ニコリッチに技ありで敗れるなどして7位だった。4月の体重別では初戦で敗れた。

## 戦績
- 2007年 -　全国小学生学年別柔道大会　優勝(40kg級)

57kg級での戦績
- 2011年 -　全国中学校柔道大会　2位
- 2012年 -　全日本カデ　3位
- 2013年 -　全日本カデ　2位
- 2013年 -　ドイツカデ国際　3位
- 2013年 -　世界カデ　3位
- 2014年 -　高校選手権　5位

52kg級での戦績
- 2016年 -　全日本ジュニア　優勝
- 2016年 -　学生体重別　2位
- 2016年 -　講道館杯　2位
- 2016年 -　グランドスラム・東京　3位
- 2017年 -　ヨーロッパオープン・ソフィア　2位
- 2017年 -　体重別　3位
- 2017年 - ユニバーシアード　個人戦　優勝　団体戦　優勝
- 2017年 -　講道館杯　2位
- 2017年 -　グランドスラム・東京　2位
- 2018年 -　グランドスラム・エカテリンブルグ　3位
- 2018年 -　学生体重別　優勝
- 2018年 -　講道館杯　2位
- 2019年 - 選抜体重別　3位
- 2019年 - アジアパシフィック柔道選手権　3位
- 2019年 - 全国警察柔道選手権大会　優勝
- 2019年 -　講道館杯　2位
- 2020年 -　ヨーロッパオープン・オディヴェーラス　優勝

48㎏級での戦績
- 2020年 -　講道館杯　優勝
- 2021年 -　グランドスラム・バクー 優勝
- 2022年 - 選抜体重別　3位
- 2022年 -　講道館杯　優勝
- 2022年 -　グランドスラム・東京　2位
- 2023年 -　グランドスラム・パリ 7位

(出典、JudoInside.com)